# Boris Dvoršek
Boris Dvoršek (Zagabria, 9 novembre 1970) è un ex pallamanista e allenatore di pallamano croato, commissario tecnico della Croazia Under-20 e facente parte dello staff tecnico della nazionale di pallamano maschile della Croazia.

## Palmarès

### Allenatore

#### Competizioni giovanili
- Campionato U18 maschile: 3 (1993-94, 1994-95, 1995-96)
- Campionato U21 maschile: 4 (1992-93, 1993-94, 1994-95, 2002-03)

#### Competizioni nazionali
- 2.HRL: 1 (2004-05)

- Premjier Liga: 2 (2012-13, 2013-14)
- Coppa di Croazia: 2 (2012-13, 2013-14)

- Coppa di Bosnia ed Erzegovina: 1 (2014-15)

- Serie A: 1 (2018-19)
- Coppa Italia: 2 (2018-19, 2019-20)
- Supercoppa italiana: 1 (2019)

#### Competizioni internazionali
- SEHA League: 1 (2012-13)